# Volcán Corcovado
Volcán Corcovado är en kon i Chile.   Den ligger i regionen Región de Los Lagos, i den södra delen av landet, 1 100 km söder om huvudstaden Santiago de Chile. Toppen på Volcán Corcovado är 1 760 meter över havet.
Terrängen runt Volcán Corcovado är kuperad österut, men västerut är den bergig. Volcán Corcovado är den högsta punkten i trakten. Trakten runt Volcán Corcovado är nära nog obefolkad, med mindre än två invånare per kvadratkilometer.. Det finns inga samhällen i närheten. 
I omgivningarna runt Volcán Corcovado växer i huvudsak blandskog.